# 1935 au théâtre
| Années du théâtre : 1932 - 1933 - 1934 - 1935 - 1936 - 1937 - 1938    |
| Décennies du théâtre : 1900 - 1910 - 1920 - 1930 - 1940 - 1950 - 1960 |

Cet article présente les faits marquants de l'année 1935 au théâtre.

## Pièces de théâtre représentées
- 7 mars : Rouge ! d'Henri Duvernois, avec Bernard Blier, Robert Dalban, Daniel Lecourtois, Jeanne Lion, Gaby Morlay, Gabriel Signoret, Théâtre Saint-Georges
- 21 mars : création de Y'avait un prisonnier de Jean Anouilh, Théâtre des Ambassadeurs, mise en scène de Marie Bell
- 3 mai : Bichon, comédie en 3 actes de Jean de Létraz, Théâtre de la Michodière, avec Victor Boucher et Marguerite Deval
- 25 octobre : Vive le Roi !, comédie en trois actes et sept tableaux, de Louis Verneuil, Théâtre de l'Odéon, avec Elvire Popesco et André Lefaur
- 8 novembre : Les Fontaines lumineuses, comédie en trois actes de Georges Berr et Louis Verneuil, Théâtre des Variétés, avec Marguerite Pierry, Alice Field, Louvigny et Saturnin Fabre
- 21 septembre : Quand jouons-nous la comédie ?, comédie en trois actes précédée d'un prologue et suivie d'un épilogue de Sacha Guitry, Théâtre de Paris, avec André Luguet et Suzy Prim
- 22 novembre : La guerre de Troie n'aura pas lieu de Jean Giraudoux, Théâtre de l'Athénée, mise en scène Louis Jouvet
- 22 novembre : L'Inconnue d'Arras d'Armand Salacrou, Comédie des Champs-Élysées
- 26 novembre : Margot, d'Édouard Bourdet, au Théâtre Marigny, mise en scène Pierre Fresnay, musique de scène de MM. Georges Auric et Francis Poulenc, avec Pierre Fresnay, Jacques Dumesnil, Yvonne Printemps, Sylvie
- 4 décembre : 
  - Noix de coco, pièce en trois actes de Marcel Achard, Théâtre de Paris, avec Raimu et Huguette Duflos
  - Les Caprices de Marianne d'Alfred de Musset, par Gaston Baty au Théâtre Montparnasse, avec Marguerite Jamois, Georges Vitray et Martial Rèbe
- 10 décembre : La Femme en fleur, pièce en trois actes de Denys Amiel, Théâtre Saint-Georges, avec Valentine Tessier, Daniel Lecourtois et Janine Crispin